# لوسین گولرد
لوسین گولارد (به فرانسوی: Lucien Gaulard) (زاده ۱۶ ژوئیه ۱۸۵۰ – مرگ ۲۶ نوامبر ۱۸۸۸) دستگاه‌هایی برای انتقال توان جریان الکتریکی متناوب اختراع کرد.

## زندگی‌نامه
ترانسفورماتور توسط گولرد از فرانسه و جان دیکسون گیبس انگلستان توسعه یافت و در ۱۸۸۱ در لندن رو نمایی شد و به شرکت وستینگهاوس فروخته شد.
در سال ۱۸۸۵، ویلیام استنلی، جونیور اولین ترانس عملی را بر اساس ایدهٔ گولرد و گیبس ساخت؛ که پیشگام ترانس‌های مدرن امروزی بود. تران چیز جدیدی نبود اما ایدهٔ گولرد-گیبس اولین ترانسی بود که می‌توانست توان زیادی از خود عبور دهد و ساخت ساده داشت. وستینگهاوس تعدادی ترانس گولرد-گیبس و ژنراتور AC زیمنس تولید کرد تا اولین شبکه AC را در پیتسبورگ تجربه کند.

## اختراعات
- U.S. Patent ۳۵۱٬۵۸۹
- U.S. Patent RE۱۱٬۸۳۶